# 算術

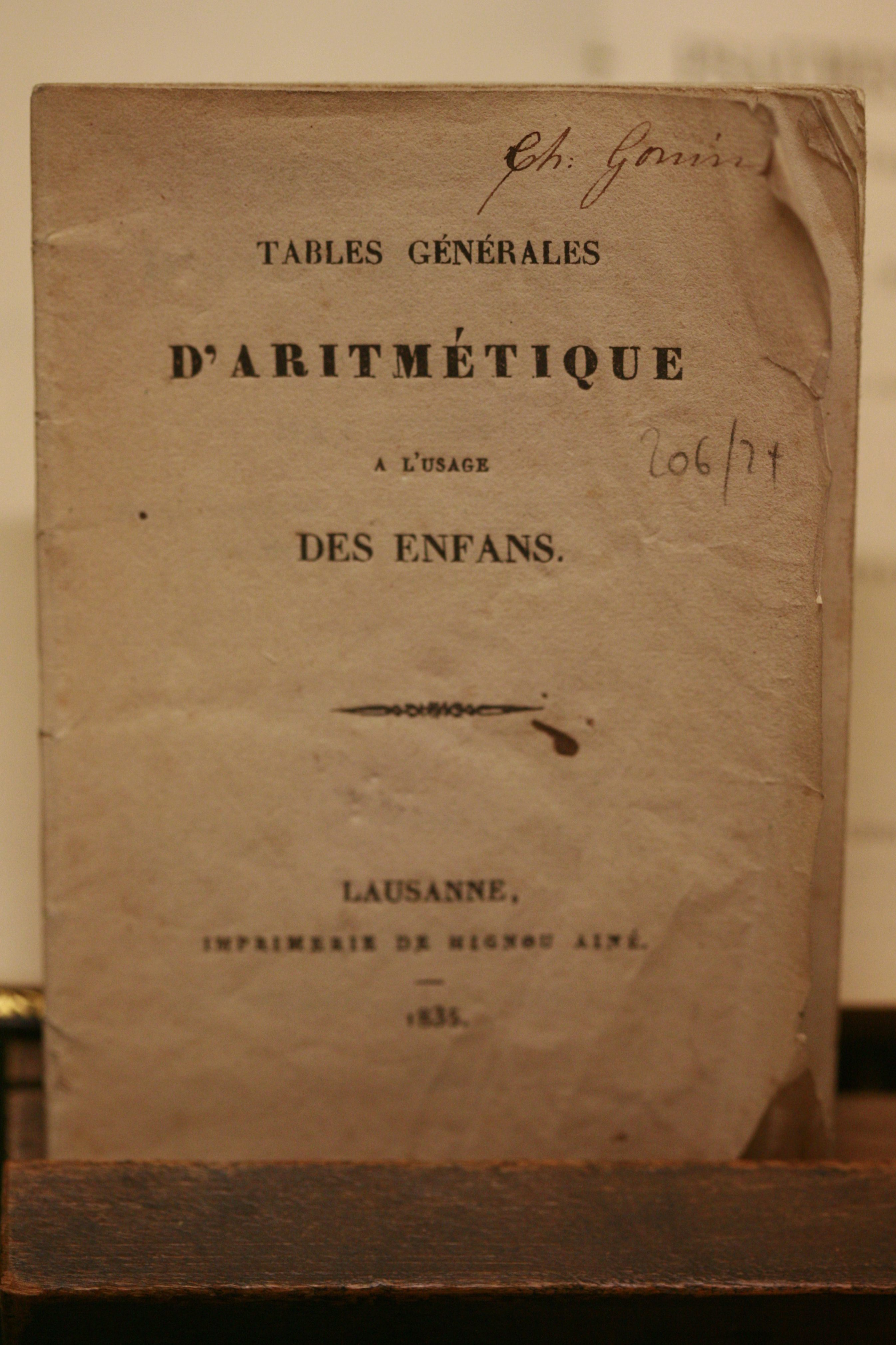
子供の算術書(Lausanne, 1835)

算術 (さんじゅつ、英: arithmetic) は、数の概念や数の演算を扱い、その性質や計算規則、あるいは計算法などの論理的手続きを明らかにしようとする学問分野である。

## 概要
「算術」という日本語としては、文明開化前後の「数学」(mathematics) いわゆる西洋数学の本格的な輸入以前は、今日において和算と呼ばれているような、当時の「日本の数学」全般を指していた。なおこの意味では、英語 arithmetic とは必ずしも対応しない場合もある。
また、算術および "Arithmetic" の語は、数論を指し示す場合もある。

## 四則演算
加法 (addition)、減法 (subtraction)、乗法 (multiplication)、除法 (division) の4つの演算を、四則（しそく）あるいは四則演算（英: Four arithmetic operations）と称する。
歴史的には四則演算を表す記号として、様々な記号が用いられたが、現在標準的に用いられる記号は以下である。
- 加法:+
- 減法:−
- 乗法:×
- 除法:÷

ただし、コンピュータにおけるプログラミング言語では専ら
- 減法には-（U+002D）-マイナス記号 −（U+2212）ではなくハイフンマイナス
- 乗法には*（U+002A）
- 除法には/（U+002F）

が用いられる。
このうち、加法と乗法は 0 を含む非負の整数の範囲で自由に行うことができるが、減法と除法には制約がある。非負整数の間の減法は、引く数が引かれる数より大きい場合を扱うことができない。また非負整数の除法は、適切な剰余を定義しない限り、割る数が割られる数の約数でない場合を扱うことができない。減法の場合は扱う数を負の数を含んだ整数全体に捉え直すことで制限を解消することができる。たとえば 1 − 2 は非負整数を与えないが、整数全体で演算を扱うなら、
1 − 2 = −1
と負の数を与えることができる。
除法については扱う数を有理数の範囲にすることで互いに素な整数の間でも演算を定義できる。たとえば −4 ÷ 3 は整数を与えないが、
−4 ÷ 3 = −4/3
のように有理数を与える（−4/3 のように表記された数を分数と呼ぶ）。従って、正負の有理数と 0 の数を扱うことで、自由な四則演算が可能になる。ただし、通常は除数を 0 とする除法は定義されない（ゼロ除算を参照）。
四則演算を特徴付ける性質には、交換法則・結合法則・分配法則などがあり、抽象代数学では四則演算が自由にできる集合のことを体という。有理数の全体、実数の全体、複素数の全体などは全て体である。
除法は乗法の逆の演算になっている; a × b = c かつ a ≠ 0, b ≠ 0, c ≠ 0 ならば、a = c/b = c ÷ b, b = c/a = c ÷ a が成り立つ。a × b = 1 となるような乗法の逆元 b を a の逆数といい、1/a と表す。つまり、以下のように表せる。
a × 1/a = 1/a × a = 1.
従って除法は除数の逆数に関する乗法に置き換えられる。
a ÷ b = a × 1/b.
減法は加法の逆の演算になっている; a + b = c ならば a = c − b, b = c − a であるから、乗法 × が加法 + に、除法 ÷ が減法 − に置き代わっただけで、乗法と除法の場合と全く同じことが起こっている。つまり、減法は加法の逆の演算である。ここから自然に、a + b = 0 となるような加法の逆元 b を考えることに導かれる。a の逆元 b は −a と表される（これは a の反数と呼ばれる）。つまり次のような関係が常に成り立つ。
a + (−a) = (−a) + a = 0.
数 a が正ならば −a は負の数であり、a が負ならば −a は正の数となる。また、a が 0 なら −a もまた 0 となる。
従って正の数の減法は負の数の加法に、負の数の減法は正の数の加法に置き換えられる。
a − b = a + (−b).
加法の逆元を与える演算子としての − と、2 数の間の減法を行う演算子としての − とでは、記号は同じだが行う操作と作用する項に違いがあるため、区別を要する場合には前者を単項のマイナス (unary minus operator)、後者を2項のマイナス (binary minus operator) と呼ぶ。

## 算術演算
コンピュータの用語として、論理和や論理積など、ブール値やビットを扱う「論理演算」に対して、整数の加減乗除を扱う演算を「算術演算」と呼ぶ。
また、右シフト操作において、その操作で空くビットに、最上位ビットを複製して埋めるシフトを算術シフト、0 で埋めるシフトを論理シフトと言う。これは歴史的にそのように呼ばれているが、符号付き (signed) のシフトと、符号無し (unsigned) のシフト、と呼ぶのが理にかなっている（符号付数値表現#2の補数）。